# Viktor Staal
Viktor Staal, född 17 februari 1909 i Frankstadt i Österrike-Ungern, död 4 juni 1982 i München i Västtyskland, var en österrikisk skådespelare. Han var gift med skådespelaren Hansi Knoteck från 1942 till 1982. 1926 påbörjade han sin karriär som scenskådespelare på Troppau (Opava) stadsteater. Efter ytterligare engagemang på olika teatrar kom han till Volkstheater i Wien. Han filmdebuterade 1935 och kom under de kommande åren att bli en populär UFA-stjärna i lättsamma underhållnings- och komedifilmer och äventyrsfilmer. Han hade motspelare som Zarah Leander, Marika Rökk, Luise Ullrich samt frun Hansi Knoteck. 
Han gjorde 1942 ena huvudrollen i filmen Ett möte i natten vilken blev en av de största inhemska bioframgångarna i Nazityskland på 1940-talet. Filmen har inslag av propaganda då den starkt framhäver att tyska soldater framförallt ska göra sin plikt, men Staal medverkade aldrig i de grövre propagandafilmerna som producerades under denna era. Staal gjorde sin sista filmroll 1977.

## Filmografi, urval
- 1935 – Eva
- 1935 – Nätter i Budapest
- 1937 – Till främmande strand
- 1938 – Lille Don Juan
- 1942 – Ett möte i natten
- 1942 – Håll mej kär!
- 1944 – En kvinnas brott
- 1947 – Möte på hotell
- 1949 – Einmaleins der Ehe
- 1950 – Mathilde Möhring
- 1952 – I livets väntrum